# George Watterston

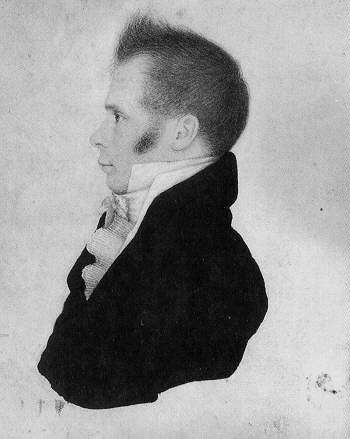
George Watterston

George Watterston (* 23. Oktober 1783 in New York City; † 4. Februar 1854) war von 1815 bis 1829 der dritte Leiter der Library of Congress (Bibliothek des US-Kongress).
Watterston wurde als Sohn schottischer Immigranten auf einem Schiff im New Yorker Hafen geboren. Seit seinem achten Lebensjahr lebten die Watterstons in Washington. Als Rechtsanwalt arbeitete er später in Hagerstown und Washington; gleichzeitig war er als Schriftsteller tätig und veröffentlichte 1808 seine erste Novelle The Lawyer, or Man As He Ought Not to Be. 1813 wurde er Herausgeber der Zeitung Washington City Gazette.
Nach dem Krieg von 1812 wurde Watterston von Präsident James Madison zum Bibliothekar des Kongresses ernannt. Als erster nahm er diese Funktion hauptamtlich wahr. Unter seiner Leitung wurde die Bibliothek vor allem durch die Übernahme der Sammlung des ehemaligen Präsidenten Thomas Jefferson ausgebaut.
Nach dem Wahlsieg von Präsident Andrew Jackson wurde Watterston, der in der Whig Party politisch aktiv war, abgelöst, wogegen er sich erfolglos wehrte. Er wurde Herausgeber des National Journal und veröffentlichte zahlreiche Bücher zu unterschiedlichsten Themen, unter anderem zur Landwirtschaft.
| Personendaten    | Personendaten                  |
| ---------------- | ------------------------------ |
| NAME             | Watterston, George             |
| KURZBESCHREIBUNG | Bibliothekar des US-Kongresses |
| GEBURTSDATUM     | 23. Oktober 1783               |
| GEBURTSORT       | New York City                  |
| STERBEDATUM      | 4. Februar 1854                |